# Dettelbach
Dettelbach (pronunciación en alemán: /ˈdɛtl̩ˌbax/ⓘ) es una ciudad situada en el distrito de Kitzingen, en el estado federado de Baviera (Alemania), con una población a finales de 2016 de unos 7280 habitantes.
Se encuentra ubicada al noroeste del estado, en la región de Baja Franconia, cerca de la orilla del río Meno —uno de los principales afluentes del Rin— y de la frontera con el estado de Baden-Wurtemberg.

Dettelbach
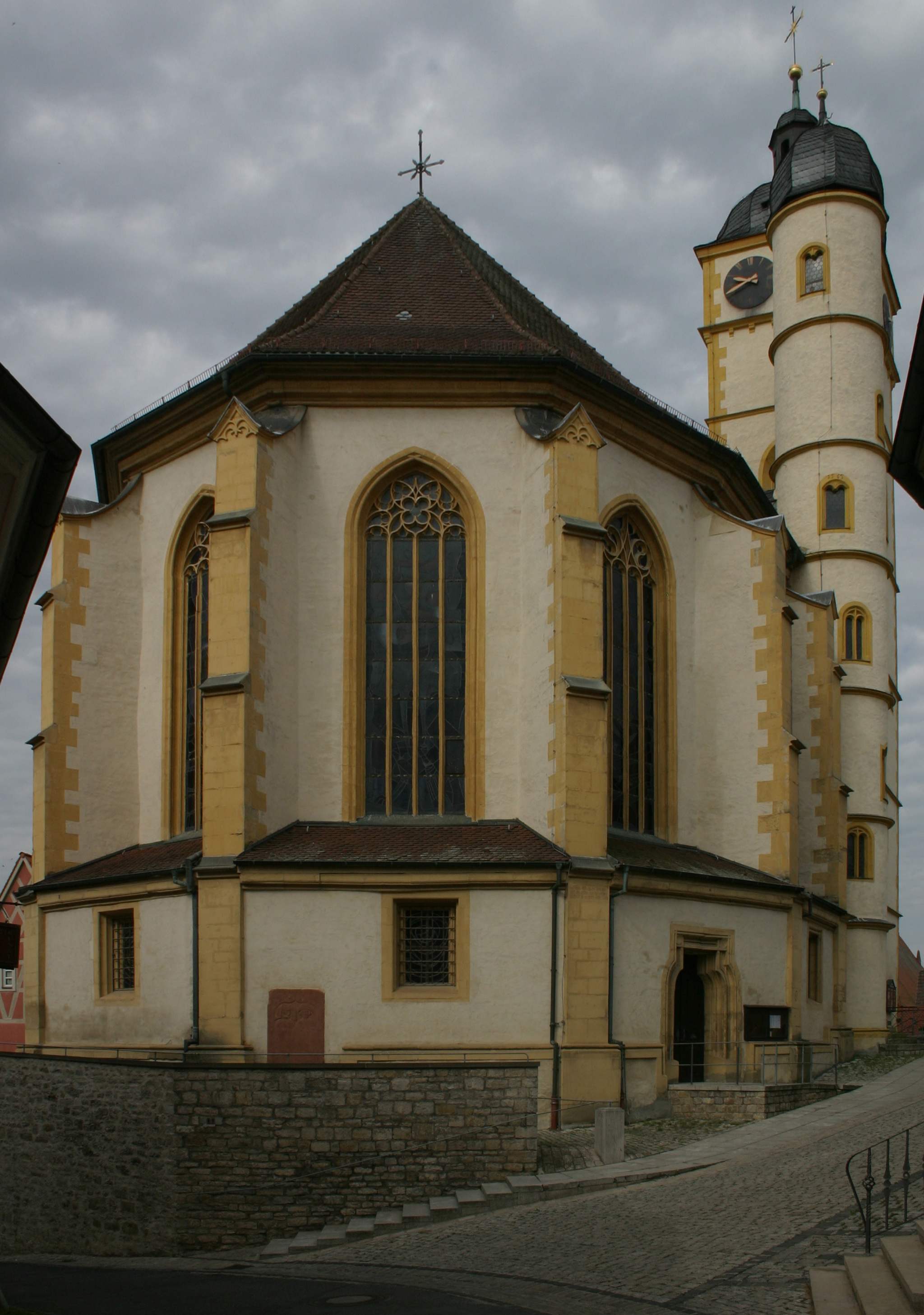
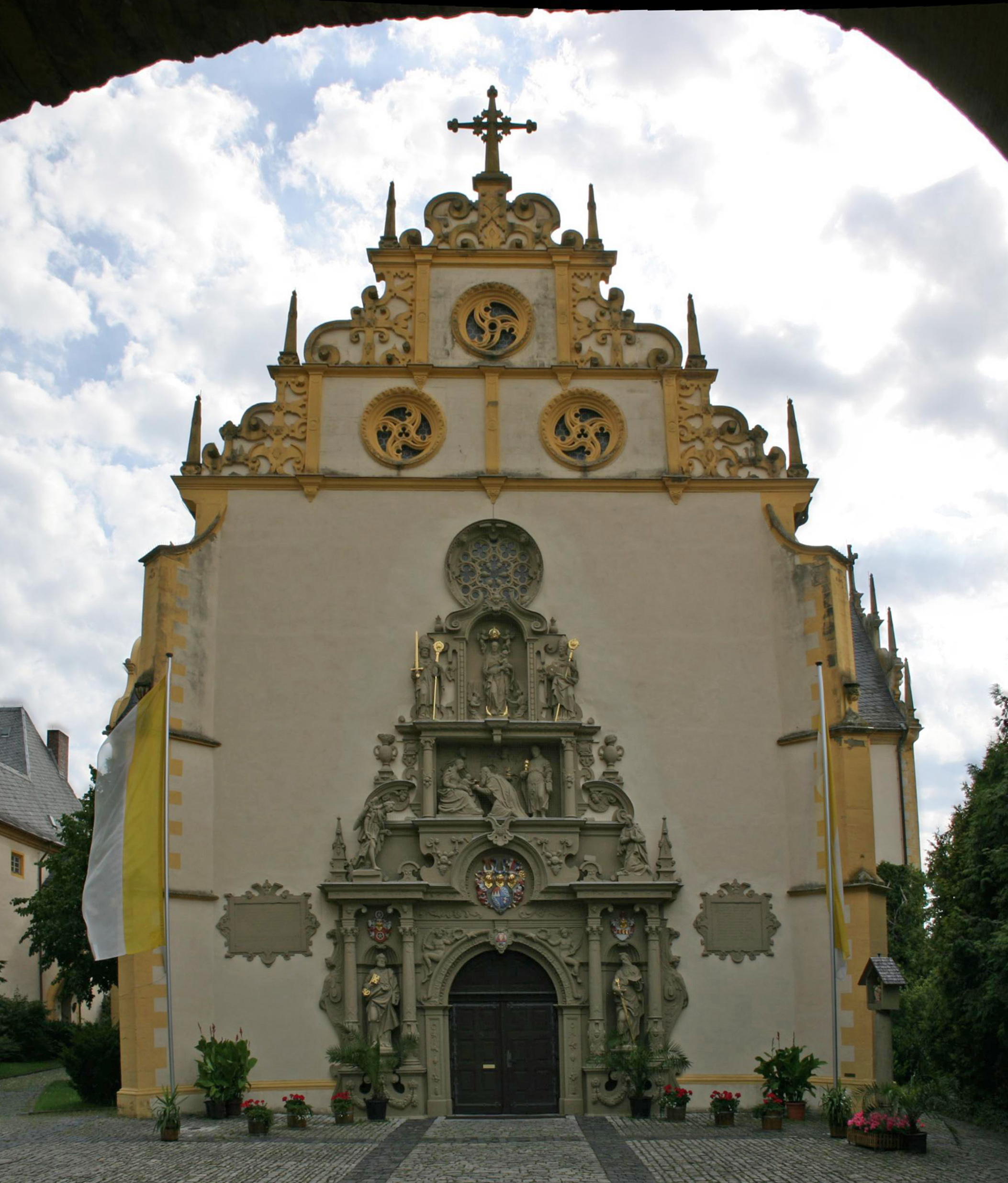
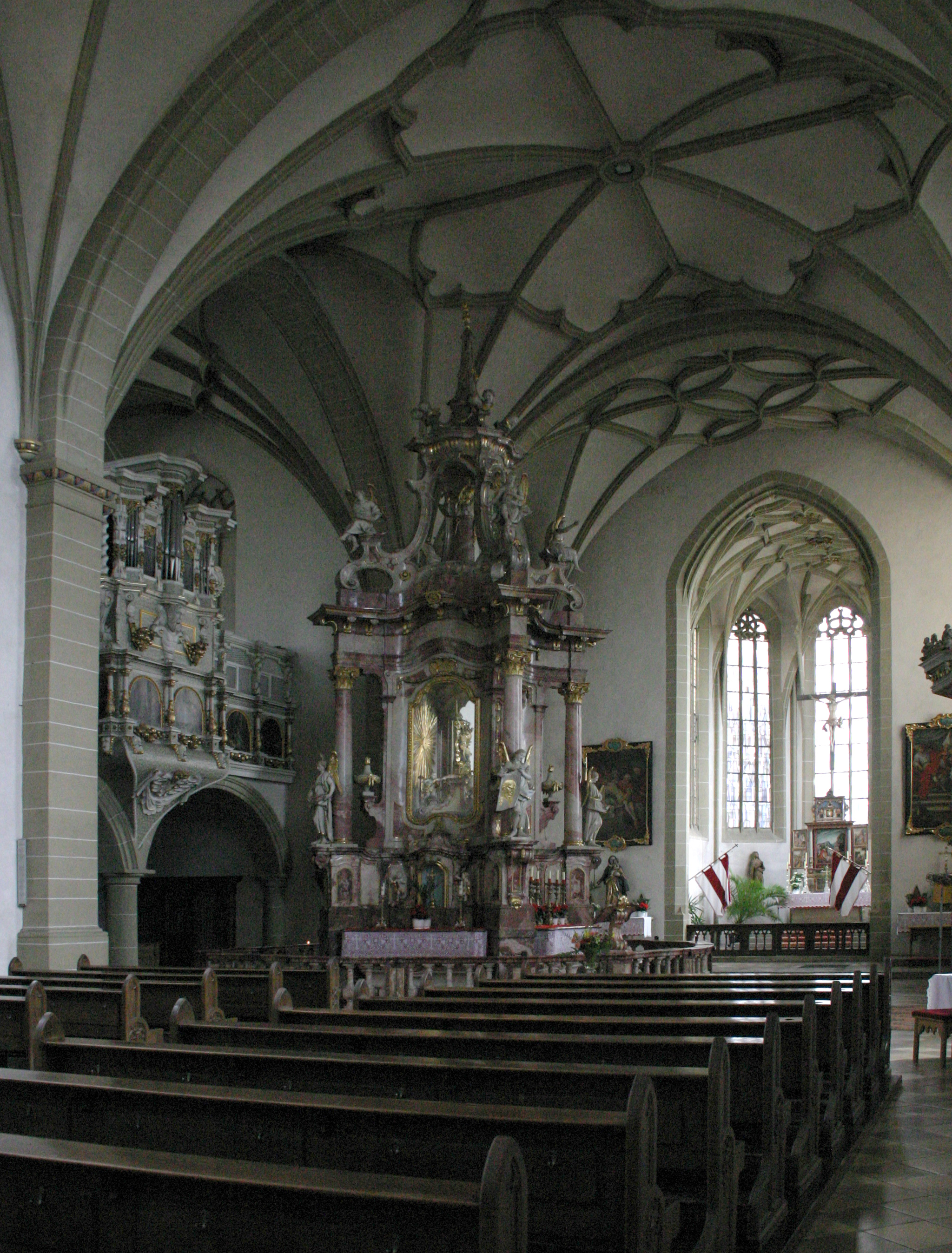
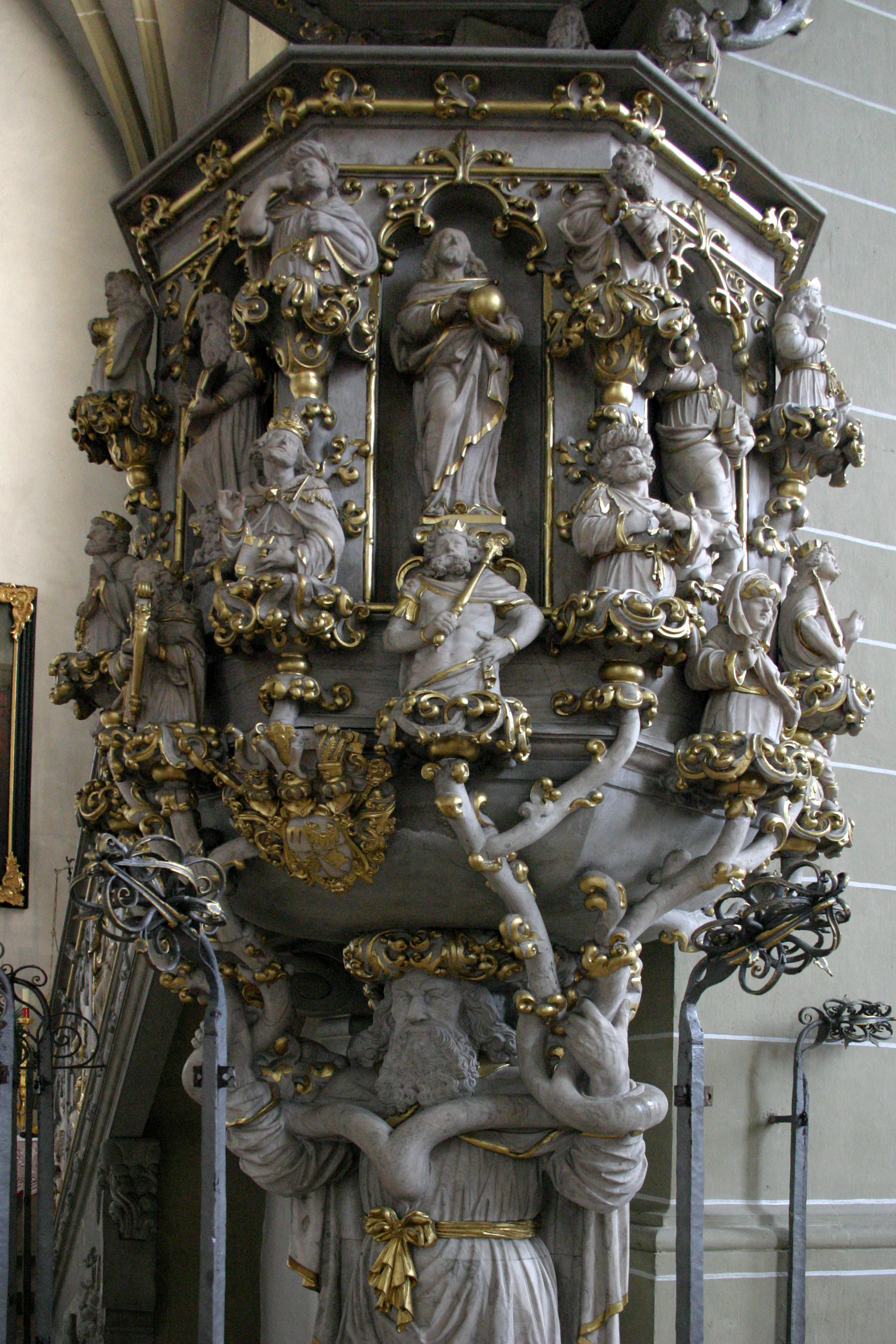
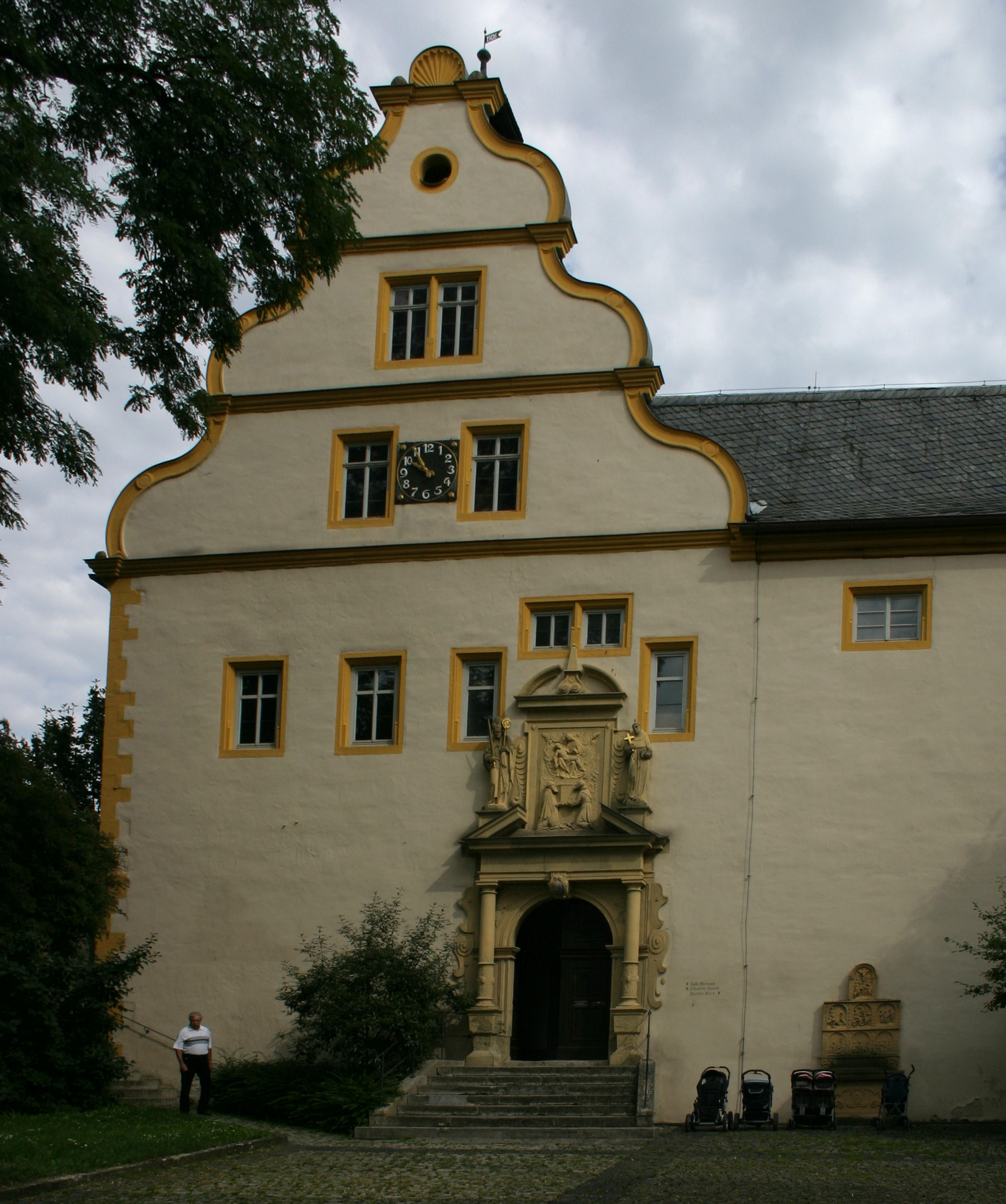